# Округ Пикавеј (Охајо)
Пикавеј (енгл. Pickaway County) је округ у америчкој савезној држави Охајо.

## Демографија
По попису из 2010. године број становника је 55.698, што је 2.971 (5,6%) становника више него 2000. године.
| Група             | 2000.          | 2010.          |
| Белци             | 48.250 (91,5%) | 52.259 (93,8%) |
| Афроамериканци    | 3.391 (6,4%)   | 1.881 (3,4%)   |
| Азијати           | 117 (0,2%)     | 212 (0,4%)     |
| Хиспаноамериканци | 333 (0,6%)     | 588 (1,1%)     |
| Укупно            | 52.727         | 55.698         |